# 马恩河畔诺让站
马恩河畔诺让站（法語：Gare de Nogent-sur-Marne）是一座位于法国巴黎东南郊马恩河谷省马恩河畔诺让市的快铁车站，在法兰西岛大区快速铁路A2支线上。 

## 历史
马恩河畔诺让车站的前身是19世纪巴黎铁路网的巴黎巴士底-布里的马尔勒线（文森线）上一站，于1859年开通。现在的马恩河畔诺让站于1969年12月14日开始运行，作为法兰西岛大区快速铁路A2支线：布瓦西圣莱热分支上的一站。

### 乘客流量
据巴黎大众运输公司（RATP）的数据，2011年马恩河畔诺让站的入站乘客总人次数为2792732人次。

## 车次
马恩河畔诺让站在正常时段的发车频率是10分钟一班，高峰时期的发车频率是每小时12班次。晚间的发车频率是15分钟一班。

## 换乘路线
马恩河畔诺让站位于巴黎三环（zone 3），没有与其他地铁、快铁或高铁接轨。车站东侧出口有大型的公交车站，接驳邻近地区的公交车线路（包括夜间公交线路）： 
- RATP公交线路： 113 114 120 210 514
- 晚间公交线路（Noctilien）：33

## 图集

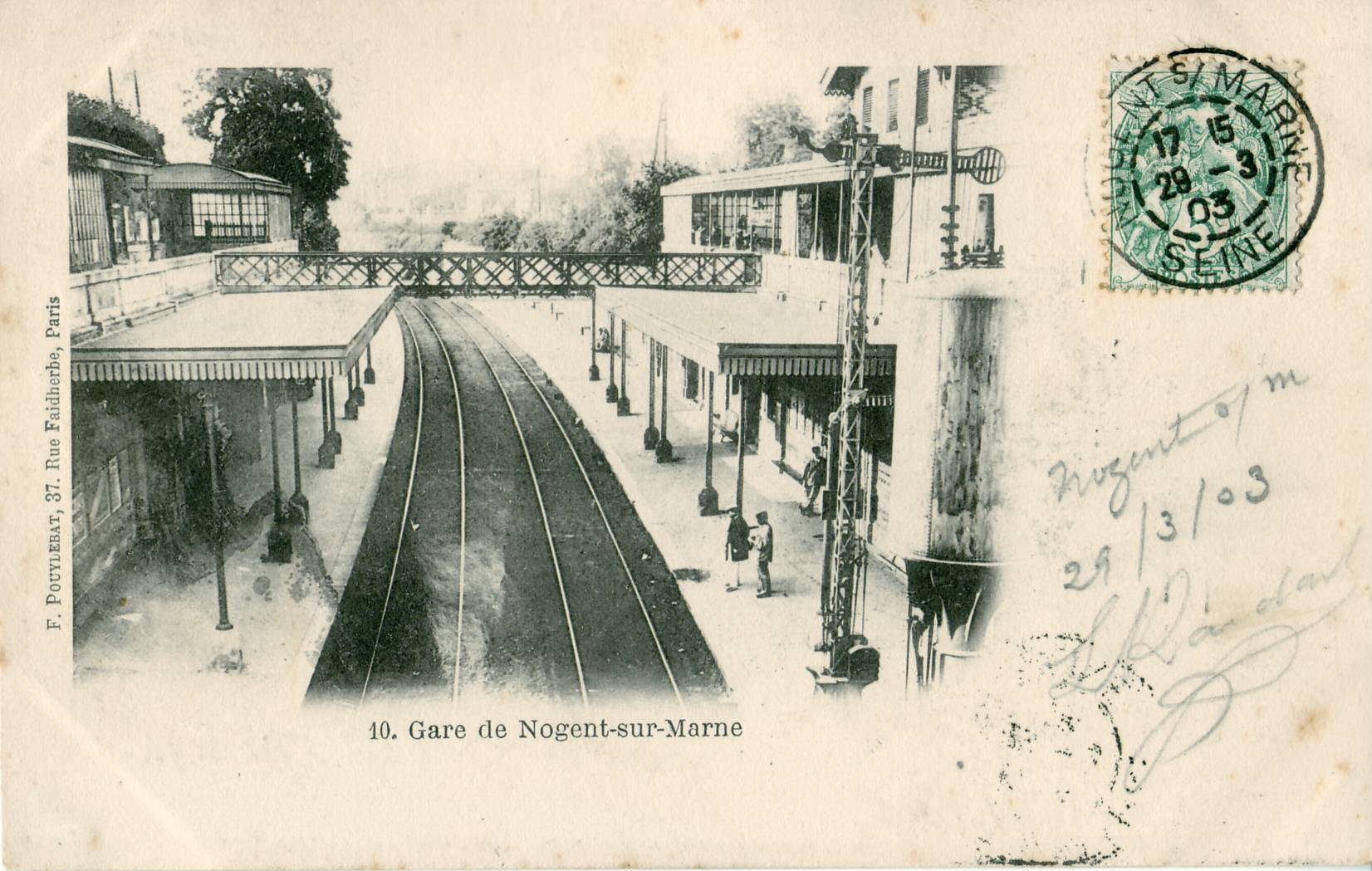
20世纪初的马恩河畔诺让站，当时是文森线上运行蒸汽火车的车站。
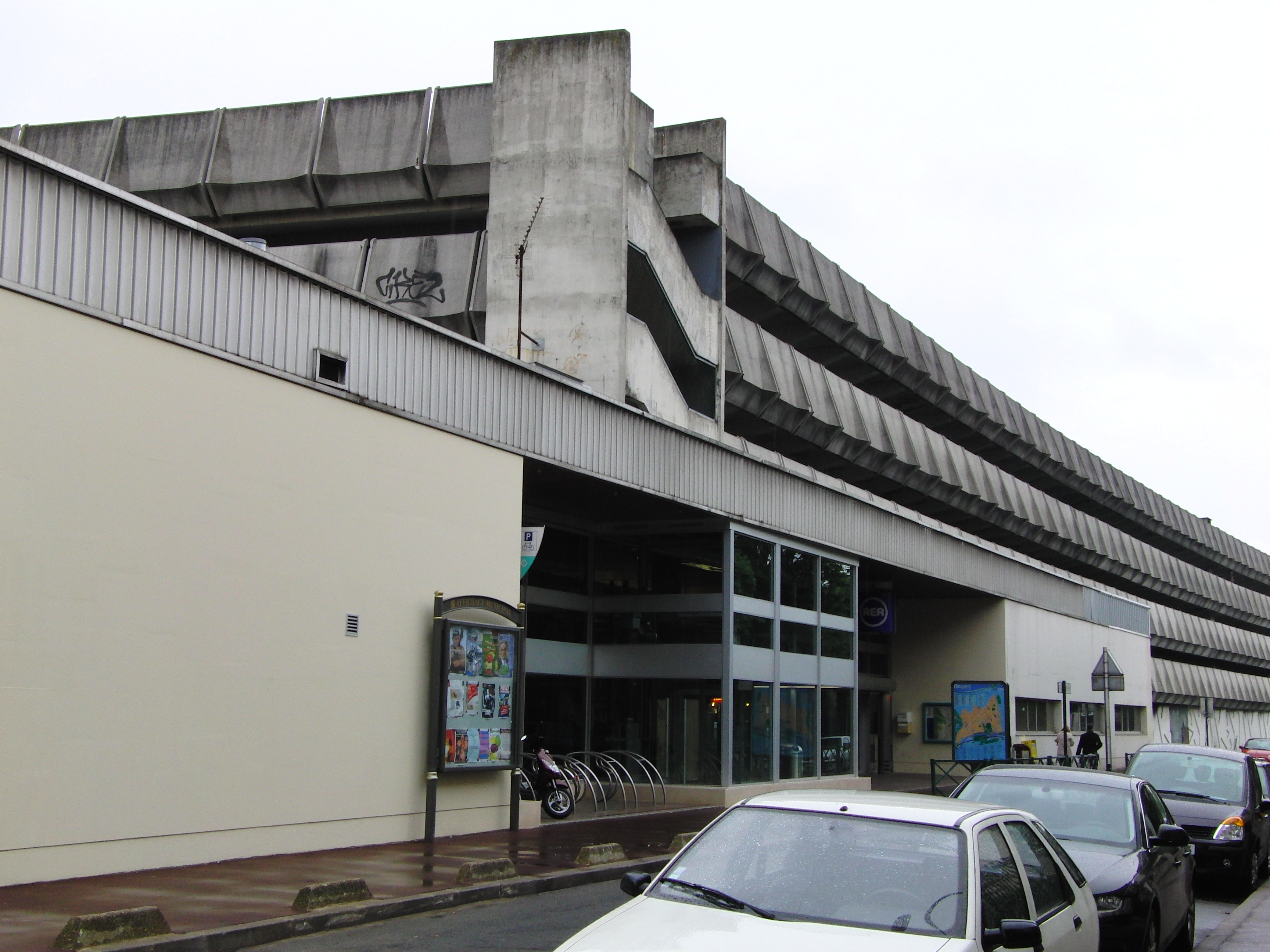
七叶树街的出口